# 소환희
《소환희 : 0.1% 패밀리》(小欢喜)는 2019년 방송되었던 중국의 드라마이다.

## 소개
- 대입 수험생을 둔 세 가족의 이야기를 다룬 드라마

## 등장인물
- 황레이 - 팡위안 역
- 타오훙 - 송치엔 역
- 융메이 - 류징 역
- 하이칭 - 통웬지에 역
- 주기 (周奇) - 팡이판 역
- 곽자범 (郭子凡) - 지양양 역
- 왕연휘 (王砚辉) - 지승리 역
- 유가의 (刘家祎) - 린레이얼 역
- 리겅시 - 교영자 역
- 사일 (沙溢) - 차오웨이 역